# Тарасівка (Новгородківська селищна громада)
Тара́сівка — село в Україні, у Новгородківській селищній громаді Кропивницького району Кіровоградської області. Населення становить 574 осіб. Колишній центр Тарасівської сільської ради.

## Населення
Згідно з переписом УРСР 1989 року чисельність наявного населення села становила 648 осіб, з яких 316 чоловіків та 332 жінки.
За переписом населення України 2001 року в селі мешкало 575 осіб.

### Мова
Розподіл населення за рідною мовою за даними перепису 2001 року:
| Мова       | Відсоток |
| ---------- | -------- |
| українська | 98,61 %  |
| російська  | 1,39 %   |

## Відомі земляки
- Іванов Дмитро Йосипович (* 1946) — український журналіст.